# Рекламні засоби
Рекла́мні за́соби — засоби, що використовуються для доведення реклами до її споживача у будь-якій формі та в будь-який спосіб.
Реклама безпосередня — реклама на комерційних умовах, що вказує рекламодавця, прямо виконуючи рекламну функцію стосовно до конкретного товару чи конкретної фірми.
Для оформлення місць продажу використовують різноманітну (за формою, способом виготовлення й кріплення) поліграфічну продукцію, яка переважно є розробками дизайнерів-графіків: листівки, плакати (формату А3–А1), наклейки, шоу-карти (мобайли, джумбі — шоу-коробки, гірлянди прапорців, воблери, шелфтокери
Засобами прямої реклами (або прямого маркетингу) є поштова реклама (листи, вкладені в конверт проспекти, циркуляри-інструкції, поштові листівки з відповідним текстом, каталоги тощо), безпосередня телефонна розмова з можливим клієнтом, змішані засоби (вкладиші в упаковку, написи на упаковці, товарні ярлики та етикетки, подарункові сувеніри з рекламою торгового закладу, поєднання телевізійних рекламних звернень із закликом замовити товар телефонічно, реклама в Інтернеті тощо).
Радіореклама дуже ефективна, хоча їй властиві й великі вади: неможливість показати товар, швидке старіння, короткочасність тощо. Радіореклама дає значний ефект і за її застосування безпосередньо в торгових закладах (внутрішня мережа трансляції).
Телевізійна реклама має більші переваги, бо в ній поєднуються три компоненти — звук, зображення та рух, вона є оперативною та психологічно впливовою. Але вона дорога і, так само як радіо, надто короткочасна та швидко втрачає актуальність. Значний ефект можуть дати нові методи показу телевізійної реклами безпосередньо на місці продажу. Фахівці радять застосовувати телевізійну рекламу, тільки поєднуючи її з іншими рекламними засобами (радіо, преса, прямий маркетинг).
Образотворча (художня) реклама подає рекламний матеріал за допомогою написів і рисунків на папері, картоні, фанері, металі, пластмасі тощо. Це можуть бути яскраво оформлені маленькі цінники, об'яви, плакати, вітражі, велетенські художні панно на вулицях і будинках. Характерною ознакою образотворчої реклами є те, що її призначено для одночасного огляду великою кількістю людей. Тому переважно образотворчою буває зовнішня реклама.
За часом використання рекламні матеріали можуть бути: 1) постійні — всі рекламні матеріали, що вивішуються і встановлюються без обмежень в часі; 2) тимчасові — реклама різних акцій, що обмежені конкретними датами, а також матеріали сезонного застосування (на зимовий/літній періоди).
За зовнішнім виглядом розрізняють рекламні матеріали: 1) що не світяться — вивіски, кронштейни тощо; 2) що світяться — зовнішні лайтбокси (світлові коробки, що вивішуються на стовпи вуличного освітлення), фірмові вивіски магазинів та внутрішні лайтбокси (внутрішня іміджева реклама із зображенням логотипу товару або з нанесенням інформаційного тексту).